# André Lakos
André Lakos (* 29. července 1979 Vídeň) je bývalý rakouský hokejový obránce a reprezentant. V roce 1999 byl vybrán ve 3. kole klubem New Jersey Devils a v zámořské AHL odehrál pět sezón, do NHL se ale neprosadil. Nejvíce zápasů, přes čtyři stovky, odehrál v EBEL lize za Vienna Capitals, EC Red Bull Salzburg a Orli Znojmo, třikrát tuto ligu vyhrál. Poslední dvě sezóny hráčské kariéry hrál za prvoligové respektive extraligové Kladno. Za rakouský výběr odehrál celkem 74 utkání, v letech 2002 a 2014 si zahrál na olympiádě.

## Hráčská kariéra
- 2018/19 Rytíři Kladno
- 2019/20 Rytíři Kladno